# Potamotrygon wallacei
A arraia cururu (Potamotrygon wallacei) é um peixe cartilaginoso endêmico da região amazônica. Pouco se sabe sobre a espécie da região da bacia do Rio Negro, que pode chegar a mais ou menos 31 cm de largura de disco e 1,2 kg, sendo assim a menor das espécies de arraias de água doce. (1)
A arraia cururu tem esse nome devido ao seu padrão de manchas, que se assemelha ao do sapo-cururu (Rhinella marina) (2). Além disso, é conhecida por se alimentar de pequenos crustáceos, larvas de insetos e peixes. E é comumente usada como peixe ornamental em aquários (2).

## Filogenia
Aqui temos uma representação esquemática da filogenia dos Potagomotrygoninae, na qual estão presentes Potamotrygon, entre eles o Potamotrygon wallacei.

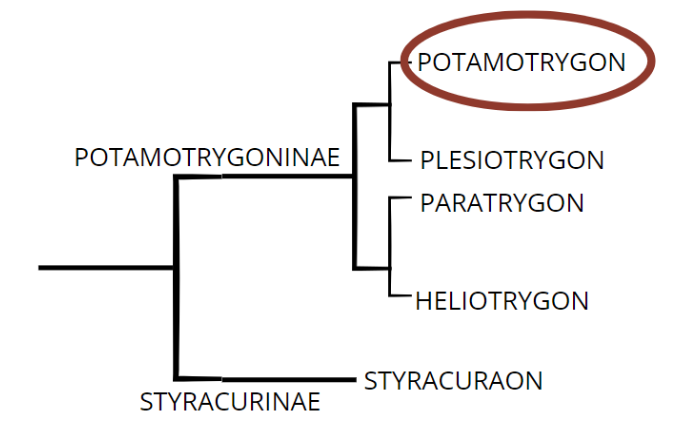
Filogenia do Potamotrygon wallacei.

## Distribuição geográfica
Essa espécie pode ser encontrada principalmente no Rio Negro, sendo endêmica desse afluente, recentemente foi encontrada próxima ao Rio Solimões perto de Manaus, sendo característica do bioma Amazônico, e tendo maior abundância, maior número de indivíduos, no arquipélago de Mariuá.

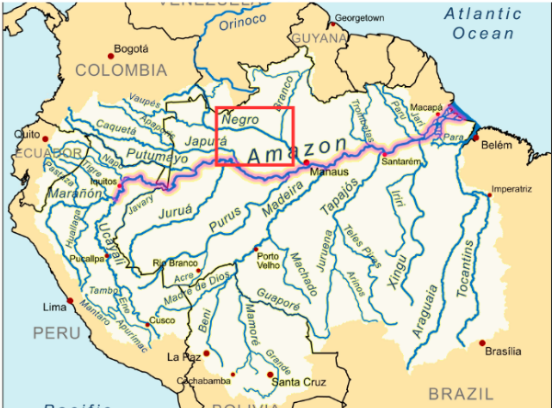
Mapa de distribuição do Potamotrygon wallacei.

## Anatomia e morfologia
A espécie foi primeiro descrita pelo naturalista inglês Alfred Russel Wallace em sua visita à região amazônica no século XIX. Wallace fez um desenho de um indivíduo e o descreveu como: “Colorido marrom claro, borda avermelhada. Olhos amarelados, pupila preta. Marcas pretas, um tanto claras, cauda com espinho em cima – cinco traços de cada lado da boca. Espinho da cauda um tanto longo e serrilhado – alinhado com o final da cauda. Os exemplares mais jovens têm as marcas mais delicadas e tênues”. 
Sendo uma das menores raias de água doce conhecida e um dos menores de seu tipo, a arraia cururu é constantemente explorada economicamente com fins de exportação para criação em aquários como peixe ornamental. A fêmea, que em geral é maior do que o macho, tem tamanho médio de 27 cm de largura de disco e peso em torno de 1 kg.
No entanto, ainda sim, a espécie possui nadadeiras e espiráculos proporcionalmente grandes quando comparados a de outras espécies de Potamotrygonidae. Essas características podem indicar hábitos comuns de forrageio das arraias, usando as nadadeiras para remexer o substrato em busca de presas.
Já os espiráculos grandes provavelmente estão relacionados à baixa concentração de oxigênio dissolvido na água na região em que a espécie habita (2,0 mg/L) (Duncan et al. 2015).

## Ecologia
O tamanho da arraia-cururu também parece estar relacionado aos nichos ecológicos ocupados pela wallacei em diferentes momentos da vida, com os mais jovens ocupando ambientes mais rasos e arenosos (com maior disponibilidade de alimento) e os mais velhos mais presentes no substrato dos igapós (1).

## História natural
Em relação aos hábitos alimentares da arraia cururu, sua principal refeição é composta por crustáceos, larvas de insetos e peixes. Devido a região em que vive (Rio Negro) apresentar outras espécies de arraias, esperava-se que elas competissem por alimento entretanto não isso que acontece pois apresentam um nicho ecológico diferente, logo sua alimentação depende da quantidade de presas.
Considerando as interações comentadas enquanto se tratava dos hábitos alimentares é interessante discorrer sobre o habitat da Potamotrygon wallacei. Essa espécie apresenta como comportamento viver em regiões areno-argilosas de florestas alagadas também chamadas de igapó ou nas margens de praias, que têm como características principais: acidez, baixa concentração oxigênio, temperatura entre 27°C e 30°C, importantes para o modo de vida dela e são utilizados como argumentos base para adaptações fisiológicas.
Devido a variação nas condições ambientais do seu habitat, o crescimento da arraia cururu se dá por ciclos, pois quando a disponibilidade de alimentos é baixa nos períodos de menor volume do Rio Negro, o crescimento é menor, diferentemente de quando o rio está em período de cheias. De acordo com as pesquisas de Duncan et al. (2016) os Potamotrygon nascem com cerca de 9,7 cm e os indivíduos adultos chegam em média a 31,9 cm. Na espécie também é possível observar um dimorfismo, sendo as fêmeas maiores que os machos muito provavelmente devido a elas carregarem seus filhotes (sendo elas vivíparas). A estimativa de vida deles é em torno de 14 anos. 
A reprodução desta espécie de arraias depende da vazão de água do Rio Negro. Os nascimentos ocorrem na fase de cheia e vazante do rio. Característica curiosa é que as proles ainda ficam no dorso da fêmea quando o parto não é induzido e podem ficar até 3 semanas.